# Stoki (gromada)
Stoki (od 31 XII 1959 Jeglówek) – dawna gromada, czyli najmniejsza jednostka podziału terytorialnego Polskiej Rzeczypospolitej Ludowej w latach 1954–1972.
Gromady, z gromadzkimi radami narodowymi (GRN) jako organami władzy najniższego stopnia na wsi, funkcjonowały od reformy reorganizującej administrację wiejską przeprowadzonej jesienią 1954 do momentu ich zniesienia z dniem 1 stycznia 1973, tym samym wypierając organizację gminną w latach 1954–1972.
Gromadę Stoki z siedzibą GRN w Stokach utworzono – jako jedną z 8759 gromad – w powiecie suwalskim w woj. białostockim, na mocy uchwały nr 23/V WRN w Białymstoku z dnia 4 października 1954. W skład jednostki weszły obszary dotychczasowych gromad Stoki, Kurianki, Koniecbór, Józefowo i Franciszkowo ze zniesionej gminy Koniecbór w tymże powiecie. Dla gromady ustalono 12 członków gromadzkiej rady narodowej.
31 grudnia 1959 gromadę Stoki zniesiono w związku z przeniesieniem siedziby GRN ze Stoków do Jeglówka i przemianowaniem gromady na gromada Jeglówek.